# إرادة

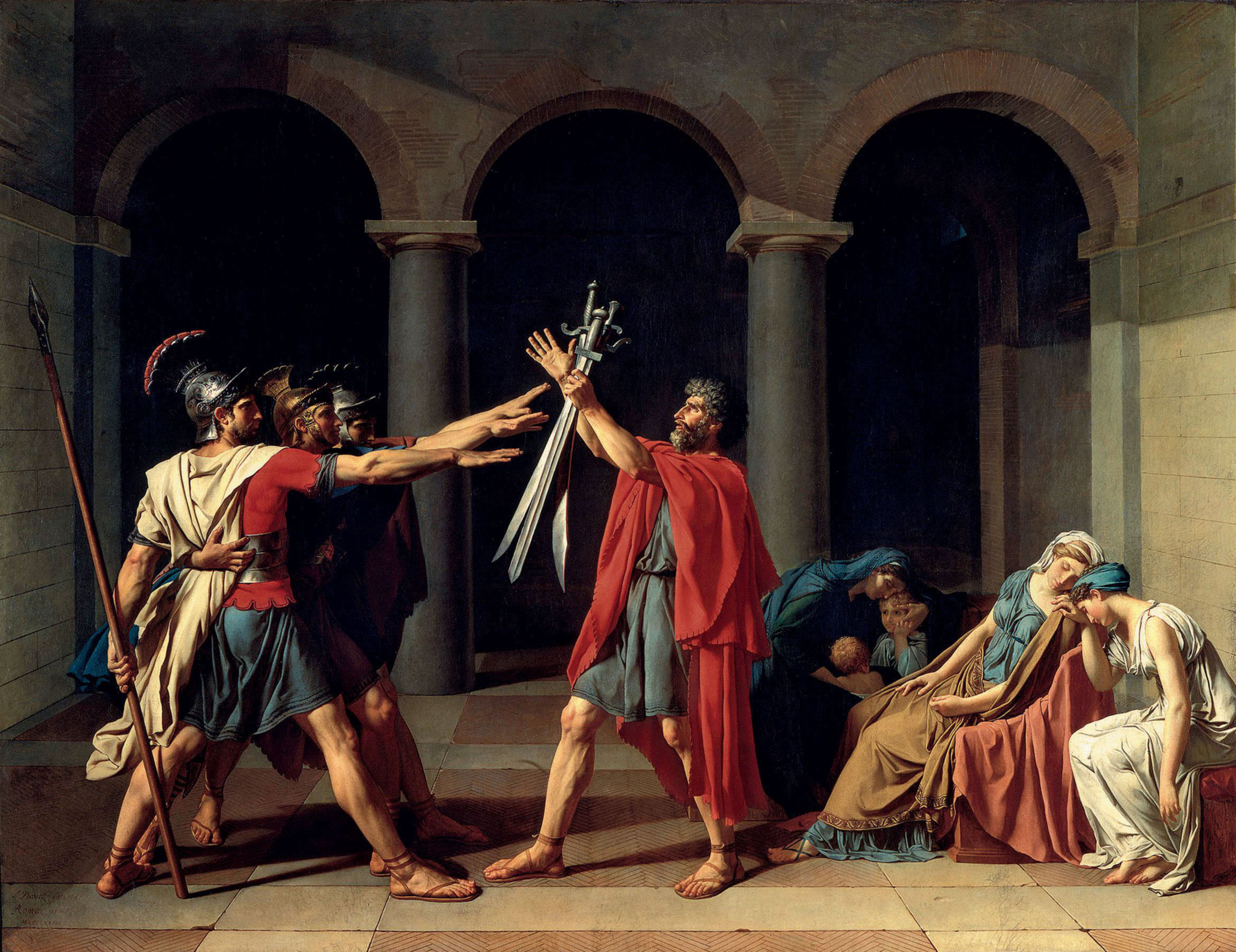

الإرادة هي تصميم واعٍ على أداء فعل معين، ويستلزم هدفاً ووسائل لتحقيق هذا الهدف، بالإضافة إلى العمل الإرادي، وليد قرار ذهني سابق.
أوضح إنجلز أن حرية الإرادة لا تعني شيئاً إلا المقدرة على اتخاذ القرارات بمعرفة الذات. أن الطابع الإرادي لفعل ما، يظهر بوضوح شديد حينما يتعين على شخص أن يتغلب على عقبات معينة، خارجية أو داخلية، ليحقق هدفه والمرحلة الأولى لفعل إرادي تكمن في وضع الهدف واستيعابه، ويتبع هذا قرار الفعل واختيار أنجح وسائل الفعل. ولايمكن وصف فعل بأنه فعل إرادة إلا إذا كان تنفيذاً لقرار ذاتي، وقوة الإرادة ليست منحة من الطبيعة، فالمهارة والمقدرة في اختيار هدف ما، واتخاذ قرارات سليمة وتنفيذها، وإتمام ما بدئ فيه هي ثمار معرفة وخبرة وتربية ذاتية.

## تعريفات
يقول الشريف الجرجاني في كتابه التعريفات: «الإرادة صفة توجب للحي حالاً يقع منه الفعل على وجه دون وجه، فهي ميل يعقب اعتقاد النفع.»
يذهب المثاليون إلى أن الإرادة خاصية مستقلة عن المؤثرات والظروف الخارجية، في حين يرى الماركسيون أنها ثمرة المعرفة والتجربة والتربية؛ أما الرواقيون فيرون أن الإرادة أساس المعرفة والسلوك، لأنها جهد نفسي يقوم عليه الإدراك الذهني؛ وذهب ديكارت إلى أنه لا إرادة حيث لا استطاعة.

## الأنواع

### إرادة الحياة
عند شوبنهاور جهد غريزي يحقق به كل كائن نموذج نوعه، ويناضل الكائنات الأخرى للحفاظ على صورة الحياة التي توافرت لديه، وهي غريزة أصيلة راسخة في الإنسان ومفروضة عليه بقوة قاهرة، فلا تستمد من الرأي أو الشعور الغامض بأن الحياة خير.

### إرادة الخير
استعداد المرء لبذل أفضل ما عنده من جهد لفعل الخير، وهي عند كانط إرادة العمل بمقتضى الواجب، والواجب وحده، دون اعتبار لمصلحة أو أنانية، فهي مستقلة استقلالاً تاماً، وتستمد ناموسها من ذاتها وحريتها من داخلها.

### إرادة القوة
تعبير قال به نيتشه في عنوان كتاب له، ومؤداه أن الصراع من أجل الوجود ينمو حتى يصير إرادة القوة، وهذه الإرادة هي الدافع الحقيقي إلى التطور، وهي عند نيتشه معارضة للعقل، وفلسفته كلها ضرب من الإرادية.

## الإرادة فيالقرآن
وردت مادة «راد» واشتقاقاتها في القرآن ( 132 ) مرة، وفي ( 45 ) سورة، منها ( 32 )سورة مكية، و( 13 )سورة مدنية.ومن أنواع الإرادة التي وردت :
- الإرادة الإلهية: كقوله تعالى : ﴿ يُرِيدُ اللَّهُ بِكُمُ الْيُسْرَ وَلَا يُرِيدُ بِكُمُ الْعُسْرَ ﴾.

- الإرادة الإنسانية: وهي إما أن تكون إرادة في الخير قال الله تعالى :﴿ وَمَنْ أَرَادَ الْآخِرَةَ وَسَعَىٰ لَهَا سَعْيَهَا وَهُوَ مُؤْمِنٌ فَأُولَٰئِكَ كَانَ سَعْيُهُم مَّشْكُورًا ﴾ ، أو أن تكون إرادة في الشر، قال الله تعالى : ﴿ وَيُرِيدُ الَّذِينَ يَتَّبِعُونَ الشَّهَوَاتِ أَن تَمِيلُوا مَيْلًا عَظِيمًا﴾.

- الإرادة الشيطانية : قال الله تعالى : ﴿ إِنَّمَا يُرِيدُ الشَّيْطَانُ أَن يُوقِعَ بَيْنَكُمُ الْعَدَاوَةَ وَالْبَغْضَاءَ﴾

## اقرأ أيضاً
- إرادة الاعتقاد